# Tvardița
Tvardița ( en bulgare : Твърдица) est une ville du raion de Taraclia, en Moldavie. Elle a été fondée à la suite de la guerre russo-turque de 1828-1829 par des réfugiés bulgares venus de Tvarditsa, une ville située juste au sud des Balkans, et de la région environnante. La population bulgare locale fait partie aujourd'hui partie des Bulgares de Moldavie.
La ville est située à 40 km de Taraclia, et à 84 km de Chișinău.
Ancienne commune, Tvardița a été déclarée ville en 2013.